# 元英
元英（5世纪—510年12月9日），字虎兒，河南郡洛阳县（今河南省洛阳市东）人，追尊魏景穆帝拓跋晃之孫，南安王拓跋楨之子。

## 生平
元英性識聰敏，博聞強記，弓馬閒熟，了解吹笛，微曉醫術。魏孝文帝元宏在位時，元英出任平北將軍、武川鎮都大將、假魏公。不久遷都督梁益寧三州諸軍事、安南將軍、領護西戎校尉、仇池鎮都大將、梁州刺史。

### 孝文帝南征
北魏太和十九年（495年），孝文帝南伐，拓跋英為梁漢別道都將。孝文帝率領軍隊攻伐南齊之際，下詔拓跋英率軍於邊境一帶進行防禦，拓跋英認為“大駕親動，勢傾東南，漢中有可乘之會”。便於四月上表請求率兵進討，孝文帝准許。大軍進至沮水，蕭鸞率領蕭懿派遣將領尹紹祖、梁季羣等帶領二萬士兵，徼山立柵，分為數處，居高視下，隔水為營。
拓跋英乃獻計曰：「彼帥賤民慢，莫能相服，眾而無上，罔知適從。若選精卒，并攻一營，彼不相救，我克必矣。若克一軍，四營自拔。」於是以簡便的士兵三面騰上，果不亙相救援。突破一處，四營一同兵潰，生擒梁季羣，斬三千餘首級，俘虜七百人。蕭鸞白馬戍將在當夜逃潰。拓跋英乘勝長驅，將逼近南鄭，漢川的民眾，以為有神助，相繼率眾歸附。梁州民李天幹等歸降於魏軍，拓跋英以國士之禮對待。蕭懿聞而遣將姜脩率眾追襲，逮夜交戰，頗有殺傷。姜脩其後屢敗，再請求援軍。蕭懿派遣眾軍赴援，迎戰的軍隊告急。拓跋英率領一千騎兵，倍道開赴營救。拓跋英援軍未至，蕭懿軍隊已退還。拓跋英擔心齊軍回城之後便不易殲敵，於是令統軍元拔尾隨齊軍，自率軍於前面攔劫，將齊軍合圍並擊敗齊軍，盡俘其眾。魏軍收兵之際，蕭懿派出的另一支部隊抵達戰場。拓跋英未料齊軍突至，齊軍敵軍人多而魏軍皆已疲憊，魏軍皆大為恐懼，準備遁走。拓跋英見齊軍來攻，故意放鬆韁繩，驅馬緩行，神色自若。而後登高瞭望，東西指麾，如佈置陣勢之狀，等待各軍行到齊，整列後才命前進。蕭懿疑心魏軍設有伏兵，徘徊不前。拓跋英率魏軍乘機反擊，大破齊軍，遂包圍南鄭。同時因為嚴令軍紀，一無所犯，使遠近百姓喜悅而附，皆提供租運。
拓跋英未至南鄭時，蕭懿曾派軍主范潔率3000餘人討伐獠。拓跋英包圍南鄭後，蕭懿據城固守。范潔聞訊後，欲回軍救援。拓跋英派統軍李平敵、李鐵騎等收合巴西郡、晉壽郡的土人，切斷范潔的退路。范潔以死決戰，遂打敗李平敵的軍隊。拓跋英等待其軍稍近，突以奇兵攻打，盡俘獲其眾。魏軍圍攻數十日而未克，魏帝下詔班師。拓跋英遂命老弱將士先行撤退，自率精銳部隊殿後，還派使者向蕭懿告別。蕭懿認為其中有詐，不敢追擊。拓跋英離開一日後，蕭懿仍閉門不開。兩日之後，蕭懿方才派兵追擊。拓跋英與士兵下馬交戰，使齊軍不敢相逼，如此四日四夜，齊軍乃返，魏軍得以安全撤回。拓跋英入斜谷，時值天降大雨，行軍異常艱苦，魏軍截竹貯米，執炬火於馬上炊之。
漢中之戰，拓跋英智謀過人，幾次智勝齊軍，達到作戰目的。而齊軍則因兵力不足，增援不及，指揮不當，以至接連失利。
此前，蕭懿已派人說降仇池的氐族人，所以當拓跋英撤軍時，諸氐便派兵切斷拓跋英的糧道和歸路。拓跋英率軍奮勇作戰，且戰且行。拓跋英面頰為流矢所，為穩定軍心，拓跋英沒告訴任何人，軍人莫有知者，魏軍這才全軍回到仇池。然後派兵討平諸氐。拓跋英因功升為安南大將軍，賜爵廣武伯。

### 宣武帝即位
太和二十年（496年）正月，孝文帝下令改拓跋姓為元，其餘鮮卑諸姓都改成漢姓，拓跋英改名為元英。在仇池六年，元英甚有威惠之稱。當父親死後，元英才解任。
後孝文帝出征漢陽，以元英為左衛將軍，加前將軍，不久遷為大宗正，又轉尚書，仍本將軍，鎮守荊州。太和二十三年（499年）正月，南齊蕭寶卷命陳顯達等攻打荊州，元英連戰失利。車駕至南陽，免去元英官爵。同年四月，孝文帝因病退兵北還洛陽，於途中駕崩，其太子宣武帝元恪即帝位。宣武帝重新起用元英，重新出任尚書、廣武伯。蕭寶卷又派遣將軍陳伯之攻打淮南，司徒、彭城王元勰鎮守壽春，以元英為鎮南將軍，率大軍征討。元英未至，敵軍早已引退。元勰回京，朝廷下詔元英行揚州事。
其後元英回京，在南齊雍州刺史蕭衍擁戴蕭寶融，攻打蕭寶卷時，上表請求南伐：「臣聞取亂悔亡，有國之常道；陳師鞠旅，因機而致發。竊以區區寶卷，罔顧天常，憑恃山河，敢抗中國。今妖逆數亡，驕縱日甚，威侮五行，怠棄三正，淫刑以逞，虐害無辜。其雍州刺史蕭衍東伐秣陵，掃土興兵，順流而下，唯有孤城，更無重衞。此則皇天授我之日，曠載一逢之秋，事易走丸，理同拾芥，此而不乘，將欲何待。臣乞躬率步騎三萬，直指沔陰，據襄陽之城，斷黑水之路。昏虐君臣，自相魚肉。我居上流，威震遐邇，長驅南出，進拔江陵。其路既近，不盈五百，則三楚之地，一朝可收，岷蜀之道，自成斷絕。又命揚徐二州，聲言俱舉，緣江焚毀，靡使所遺。建業窮蹙，魚遊釜內。士治之師再興，孫皓之縛重至，齊文軌而大同，混天地而為一。伏惟陛下暫闢旒纊，少垂聽覽，獨決聖心，無取疑議，此期脫爽，并吞未日。」但此事被擱置起來。元英又奏曰：「臣聞乘虛討弱，事在速舉，因危攻昧，徼捷可期。今寶卷亂常，骨肉相賊，蕃戍鼎立，莫知所歸。義陽孤絕，密邇天境，外靡糧援之期，內無兵儲之固。此乃臨焚之鳥，不可去薪；授首之寇，何容緩斧。若此行有果，則江右之地，斯為經略之基；如脫否也，非直後舉難圖，亦或居安生疾。今豫州刺史司马悦已戒嚴垂邁，而東豫州刺史田益宗方擬守三關，請遣軍司為之節度。」宣武帝派遣直寢羊靈引為軍司。其後元英以軍功拜吏部尚書，以前後軍功進爵常山侯。
元英上奏：“謹案學令：諸州郡學生，三年一校所通經數，因正使列之，然後遣使就郡練考。臣伏惟聖明，崇道顯成均之風，蘊義光膠序之美，是以太學之館久置於下國，四門之教方構於京瀍。計習訓淹年，聽受累紀，然俊造之流應問於魏闕，不革之輩宜返於齊民，使就郡練考，核其最殿。頃以皇都遷構，江揚未一，故鄉校之訓，弗遑正試。致使薰蕕之質，均誨學庭；蘭蕭之體，等教文肆。今外宰京官，銓考向訖，求遣四門博士明通五經者，道別校練，依令黜陟。”宣武帝下詔曰：“學業墮廢，為日已久，非一使能勸，比當別敕”。

### 鍾離、義陽之戰
北魏景明三年（502年），南梁蕭衍篡齊自立。景明四年（503年）三月，投降北魏的原南齊鄱陽王萧宝夤和江州刺史陳伯之請求北魏出兵攻打南梁。宣武帝應允，遂於四月下詔蕭寶寅都督東揚州等三州諸軍事，招募士卒，配合南攻；陳伯之為都督淮南諸軍事。同年六月，宣武帝派遣任城王元澄率軍五萬與蕭寶寅、陳伯之等並力攻打鍾離。
八月，宣武帝又下詔命元英為使持節、假鎮南將軍、都督徵義陽諸軍事，率軍進攻義陽。南梁司州刺史蔡道恭聞北魏軍將至，派遣驍騎將軍楊由率領城外居民3000餘家於城西南十里賢首山依山做成三營寨，作表里之勢。
十月，元英領兵圍攻賢首山，焚其寨門。楊由乃驅水牛從營而出，繼之以兵。魏軍為躲避水牛從，只好退軍。元英於是分兵圍守。當晚，寨民任馬駒斬楊由投降北魏。十一月，元英在白沙（今河南光山西南）擊敗梁將吳子楊，圍攻義陽。
正始元年（504年）二月，蕭衍派遣平西將軍曹景宗、後將軍王僧炳等率步騎三萬增援義陽。其中王僧炳率軍二萬人進駐鑿峴，曹景宗率領軍隊一萬人為後繼。元英派冠軍將軍元逞、揚烈將軍曹文敬等進駐樊城，抗擊南梁援軍。三月，元逞率部擊敗南梁增援部隊，斬俘四千餘人。
北魏軍圍攻義陽，晝夜不息，但因梁刺史司州蔡道恭指揮有方，令兩軍相持了百餘日，北魏軍頗有損傷。不久，蔡道恭憂鬱而死，其從弟驍騎將軍蔡靈恩代行州事。魏軍見蔡道恭逝世，遂加緊攻勢，短兵日接。而南梁將領曹景宗滯留鑿峴，整日耀兵遊獵，不敢增援義陽。
七月，蕭衍又派遣寧朔將軍馬仙琕救援義陽。馬仙琕轉戰而前，兵勢甚銳。元英於士雅山構築工事，與曹景宗相抗。並布陣防禦，示之以弱，設伏後引誘梁軍。馬仙埤不知是計，領兵萬餘直追至義陽城下，突擊元英大營，元英佯敗。馬仙埤部追擊，至平地，魏軍伏兵四起，統軍傅永擐甲執槊，單騎先入，唯軍主蔡三虎為副將，突陣橫過。南梁兵箭射傅永，被射傷左股，拔箭再戰，終於大破敵軍。馬仙琕大敗，被斬2300首級，羽林監軍鄧終年及馬仙埤一子也都戰死，馬仙琕退走。元英見傅永受傷，便對其說：“公傷矣，且還營。”傅永說：“昔漢祖捫足不欲人知，下官雖微，國家一將，奈何使賊有傷將之名！”遂與諸軍追之，至夜方回，當時傅永年已七十餘歲，軍中莫不壯之。馬仙埤率部萬餘人又連續進攻，均被元英擊退，並斬南梁將領陳秀之。曹景宗、馬仙琕知道義陽危急，盡率精銳之兵與北魏軍決戰，雙方一日三戰，南梁軍皆大敗而歸。
八月，義陽守將蔡靈恩在援兵未奏效、守城力竭的情況下，開城投降北魏。三關守將聞後，均棄城而逃。北魏軍佔領義陽後，置義陽為郢州，以司馬悅為刺史。同時，在鍾離方向的北魏軍也進展順利，但於三月時，因淮水暴漲而撤還壽陽。
宣武帝下詔褒獎元英：“知賊城已下，复克三關，展威闢境，聲略宣振，公私稱泰，良以欣然。將軍淵規內斷，忠謨外舉，受律揚旌，克申廟算，雖方叔之製蠻荊，召虎之掃淮浦，匹茲蔑如也。新州初附，宜廣經略，想善加檢督，必令周固，有所委付，然后凱旋耳”。
當初元英在平定漢陽立功後，孝文帝曾許諾恢復其封位，但因元英後來敗於陳顯達，便將此事擱置起來。義陽之戰的勝利，使宣武帝大喜，遂復其封位，並改封中山王，食邑一千戶。派遣大使、鴻臚少卿睦延吉持節就拜。

### 鍾離之戰
正始二年（505年）十月，梁武帝蕭衍興師進攻北魏，以其弟蕭宏為統帥，率軍進駐洛口。
正始三年（506年）二月，南梁徐州刺史昌義之與北魏平南將軍陳伯之大戰於梁城，昌義之兵敗遁走。四月，北魏以中山王元英為使持節，加散騎常侍，征南將軍、都督揚徐二道諸軍事，率軍十萬大軍迎擊南梁軍。宣武帝對元英說：“賊勢滋甚，圍逼肥梁，邊將後規，以至於此。故有斯舉，必期勝捷，而出軍淹滯，肥梁已陷。聞之惋懣，實乖本圖。今眾軍雲集，十有五萬，進取之方，其算安在？克殄之期，復當遠近？竟以幾日可至賊所？必勝之規，何者為先？故遣步兵校尉、領中書舍人王雲指取機要”。元英表陳事機。
同年七月，元英於陰陵擊破南梁南徐州刺史王伯敖，斬殺梁將25人，梁軍亡失五千餘人。九月，元英與邢巒會師。南梁軍統帥蕭宏怯懦愚劣，得知魏軍會師共同攻的消息後，甚為恐懼，決定撤軍。北魏大將奚康生馳遣將軍楊大眼對元英說：“梁人自克梁城已後，久不進軍，其勢可見，必畏我也。王若進據洛水，彼自奔敗。”元英說：“蕭臨川雖騃，其下有良將韋、裴之屬，未可輕也。宜且觀形勢，勿與交鋒。”
適逢洛口一夜狂風暴雨，蕭宏不顧昌義之等將領的反對，拋下大軍，領數騎落荒而逃。洛口的南梁軍將士隨之散歸，北魏軍追擊，南梁軍陣亡近五萬人，並斬殺梁將42人，獲糧米三十萬石。並迫使昌義之放棄梁城，移軍扼守鍾離。
正始三年（506年）十月，元英在攻陷馬頭（今安徽蒙城）後，率眾圍攻鍾離。十一月，梁帝詔右衛將軍曹景宗都督諸軍二十萬救鍾離，屯道人洲，待眾軍集齊後並進。
正始四年（507年）正月，元英與平東將軍楊大眼率領數十萬大軍攻打鍾離，並在邵陽洲（位於道人洲以西）兩岸架橋、樹柵，作為跨越淮河通道。元英據南岸攻城，楊大眼據北岸立城接應，以通糧道遂乘勝長驅，當時鍾離城中僅3000人，昌義之統率南梁軍將士奮力抗擊。鍾離城塹水深，魏軍以車載，人負，運土填塹，設飛樓衝車撞擊城牆。南梁守軍用泥土補修被撞壞之處。北魏軍晝夜苦攻，輪番衝擊，一日之內戰數十合，被南梁軍殺傷者以萬計。仍未克。
二月，宣武帝以彼土蒸濕，久攻力疲，不宜再戰，詔元英還師。詔曰：“師行已久，士馬疲瘠，賊城險固，卒難攻屠。冬春之交，稍非勝便，十萬之眾，日費無貲。方圖後舉，不待今事。且可密裝徐嚴，為振旅之意，整疆完土，開示威略。左右蠻楚，素應逃亡，或竄山湖，或難制掠。若兇渠黠黨，有須翦除者，便可撲掃，以清疆界。如其強狡憑阻，未易致力者，亦不煩肆兵。凱旋遲近，不復委曲。”元英上表請求寬延時日：“臣奉辭伐罪，志殄逋寇，想敵量攻，期至二月將末三月之初，理在必克。但自此月一日以來，霖雨連並，可謂天違人願。然王者行師，舉動不易，不可以少致睽淹，便生異議。臣亦諦思：若入三月已後，天晴地燥，憑陵是常。如其連雨仍接，不得進攻者，臣已更高邵陽之橋，防其泛突。意外洪長，慮其破橋，臣亦部分造船，復於鍾離城隨水狹處，營造浮橋，至三月中旬，橋必克成。晴則攻騰，雨則圍守，水陸二圖，以得為限。實願朝廷特開遠略，少复賜寬，假以日月，無使為山之功，中途而廢。”宣武帝又下詔說：“大軍野次，已成勞久，攻守之方，理可豫見。比頻得啟，制勝不過暮春，及省後表，复期孟夏之末。彼土蒸濘，無宜久淹。勢雖必取，乃將軍之深計；兵久力殆，亦朝廷之所憂。故遣主書曹道往觀軍勢，使還，一一具聞。”等曹道回，元英仍上表說：「可克」。魏帝遂遣步兵校尉范紹至元英營，共商攻取事宜。
當時梁武帝蕭衍已命豫州刺史韋叡自合肥領兵增援鍾離，受曹景宗節度。曹、韋兩軍進屯邵陽洲，夜間，韋叡率眾於曹景宗營地前二十里處掘長塹，樹鹿角，截洲為城，距魏軍城堡僅百餘步。拂曉，元英見後大驚。曹景宗又派人潛水入城送信，昌義之始知援軍到達，勇氣倍增。元英又率眾出戰，一日數合，入夜復攻，均被擊退。
三月，淮水暴漲達七尺，韋叡以馮道根、裴邃、李文釗等乘機以水軍對魏軍發動攻勢，並親自用載滿油料和草料的小船焚毀了兩座橋樑，魏軍頓時潰敗，元英與楊大眼各自奔逃，魏軍投水而死者及被殺者各達十餘萬，昌義之見狀亦率兵衝出鍾離城，追擊敗退的魏軍，生擒五萬人。魏軍陣亡將士遍布淮水百餘里，而元英僅以身免，逃至梁城。
元英至揚州後，派人送節及衣冠、貂蟬、章綬。八月，有司彈劾元英，認為其軍為主帥，指揮不利，應當處死。宣武帝免元英死罪，貶為平民。

### 復位
永平元年（508年）八月，京兆王元愉謀反。九月，宣武帝恢復元英的官職，食邑一千戶，除使持節，假征東將軍、都督冀州諸軍事，率軍前去平叛。元英尚未出發，元愉叛亂已被平。
同月，北魏郢州司馬彭珍等背叛北魏，並暗中引導南梁軍進攻義陽。當時，北魏三關（武陽關、平靖關、黃峴關）戍主侯登等舉城降梁。北魏郢州刺史婁悅佔據義陽城守禦。宣武帝元恪下詔元英為使持節、都督南征諸軍事、假征南將軍，率領步騎兵三萬人，自汝南前去援救。十月，懸瓠城民白早生等殺豫州刺史司馬悅，佔據城池南叛。
宣武帝對元英說：“婁悅綏禦失和，銓衡暗於簡授，故使郢民引寇，關戍外奔，義陽孤窘，有倒懸之切。王，國之召虎，威名宿震，故屈王親總元戎，掃清氛穢。昔衛霍以匈奴之故，居無寧歲；今南疆不靖，王不得以屢勞為辭也。”元英回答說：“臣才非韓白，識暗孫吳，徒以宗室之長，頻荷推轂之寄。規略淺短，失律喪師，宜章子反之戮，以謝天下。陛下慈深念屢，愛等鐘牛，使臣得同荀伯，再生明世。誓追孟氏，以報復為期。關郢微寇，何足平殄？滅賊方略，已在臣目中，願陛下勿勞聖慮也。”宣武帝又說：“截彼東南，再清隨楚，所望於將軍。鍾離一眚，豈足以損大德。今王董彼三軍，朕無憂矣”。
十一月，宣武帝頻接尚書邢巒討伐白早生的捷報，遂再次下詔元英速援義陽。元英因兵力不足，不斷請求援兵，而宣武帝不肯增派。於是，元英轉至懸瓠，與邢巒會師，聯兵進攻懸瓠。十二月，南梁副將齊苟兒等打開城門出降，北魏軍斬白早生及其黨羽數十人。隨後，元英率軍直趨義陽。南梁寧朔將軍張道凝聽聞元英將至，棄楚王城逃跑。元英追擊，斬殺張道凝和虎賁中郎曹苦生，盡俘其眾。郢州全境復告平靜。
永平二年（509年）正月，元英至義陽後，將取三關，元英認為：“三關相須如左右手，若克一關，兩關不待攻而定。攻難不如攻易，東關易攻，宜須先取，即黃石公所謂戰如風發，攻如河決”。元英擔心敵軍將兵力集中於東關，便派長史李華率五統向西關，分其兵力，然後親自督軍攻打東關。此前馬仙琕派雲騎將軍馬廣率眾於長薄防禦魏軍，軍主胡文超另屯於松峴。元英至長薄，馬廣乘夜逃入武陽，元英率軍進攻。元英聞梁帝遣冠軍將軍彭甕生、驃騎將軍徐超秀增援武陽，於是停止進軍，對眾將說：“縱之使入此城，吾先曾觀其形勢，易攻耳，吾取之如拾遺也”。但眾將不信。等彭甕生等入武陽後，元英才圍攻武陽，只用六天，馬廣等便出降。於是元英進擊黃峴，南梁太子左衛率李元履棄城逃竄。元英又進討西關，馬仙琕也退走。作戰的過程和元英所預料的完全一樣。此戰，元英俘虜南梁軍大將六人，支將二十人，卒七千，米四十萬石，軍資相當。
當時元英急追馬仙琕，即將一雪鍾離之恥，蕭衍派韋睿前來增援，便停止的追擊。此時，宣武帝詔令罷兵。回朝後，元英任尚書僕射。

### 逝世
永平三年十月辛卯（510年12月9日），元英去世，給東園祕器、朝服一具、帛七百匹，贈司徒公，諡號獻武王。永平四年二月丁卯朔六日壬申（511年3月20日）葬于洛阳西岗

## 家庭

### 兄弟姐妹
- 元彬，北魏征虏将军、汾州刺史
- 元怡，北魏鄯善镇将，追封扶风王
- 元并洛
- 北乡公主，嫁尔朱荣

### 子女
- 元攸，北魏东宫洗马
- 元熙，北魏安西将军、相州刺史、中山文庄王
- 元诱，北魏持节、左将军、南秦州刺史、都昌恭惠公
- 元略，北魏骠骑大将军、尚书令、领国子祭酒、东平文贞王
- 元义兴，北魏辅国将军、通直散骑常侍、武邑王
- 元纂，北魏司徒祭酒、安平景公
- 饶安公主，嫁刁宣